# Щурово (Донецкая область)

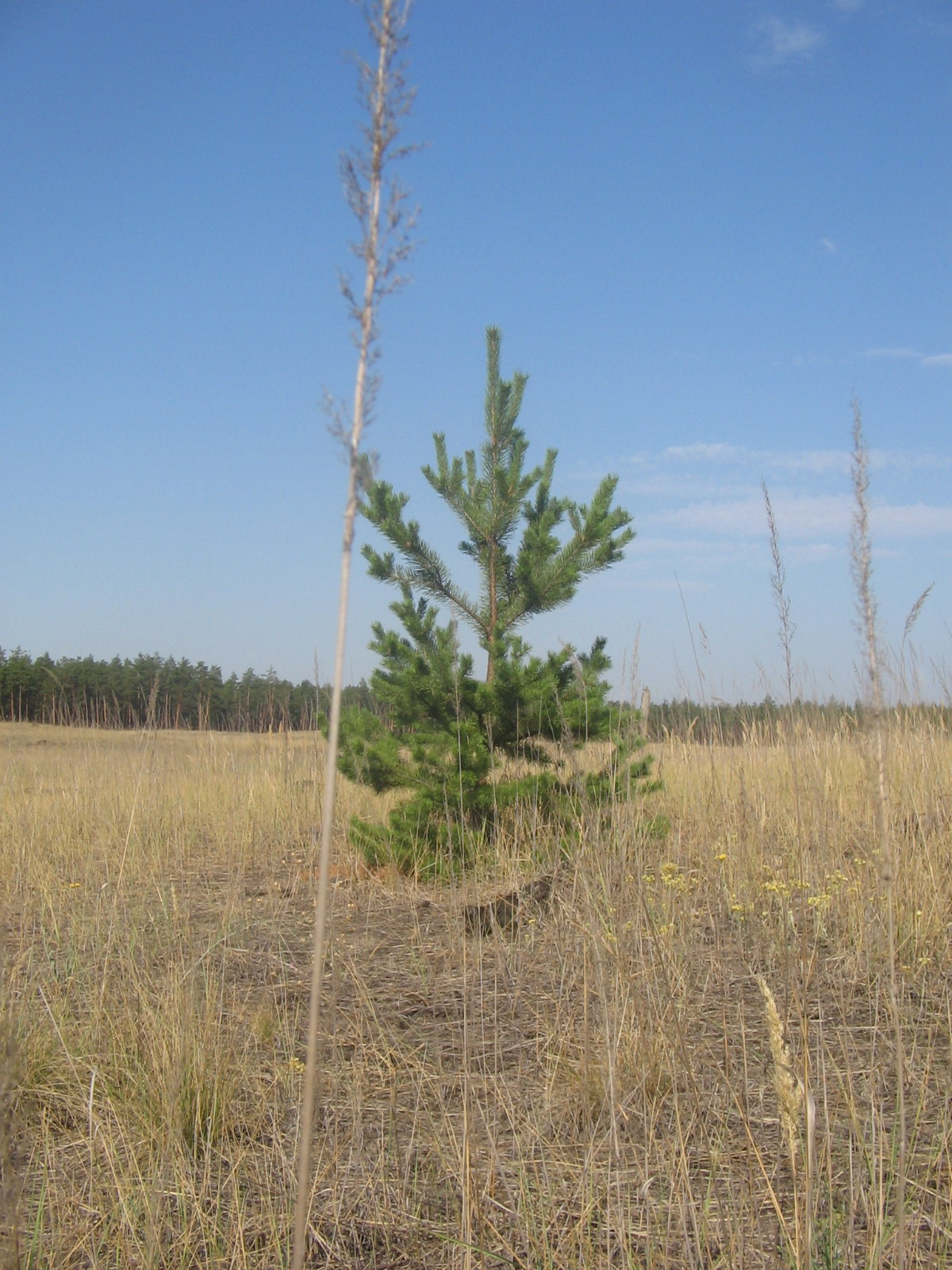
Щурово (сосна)

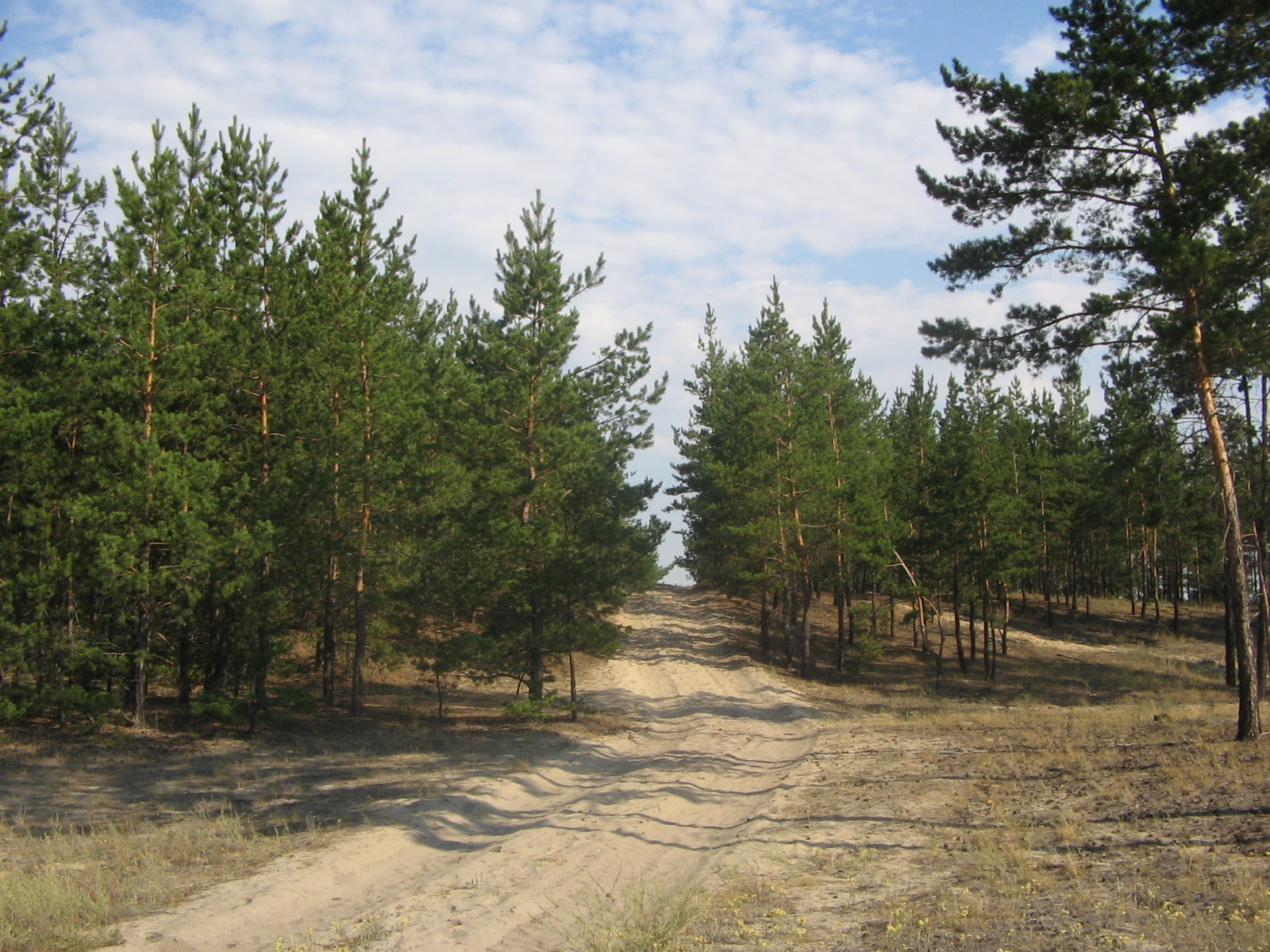
Щурово (дорога)

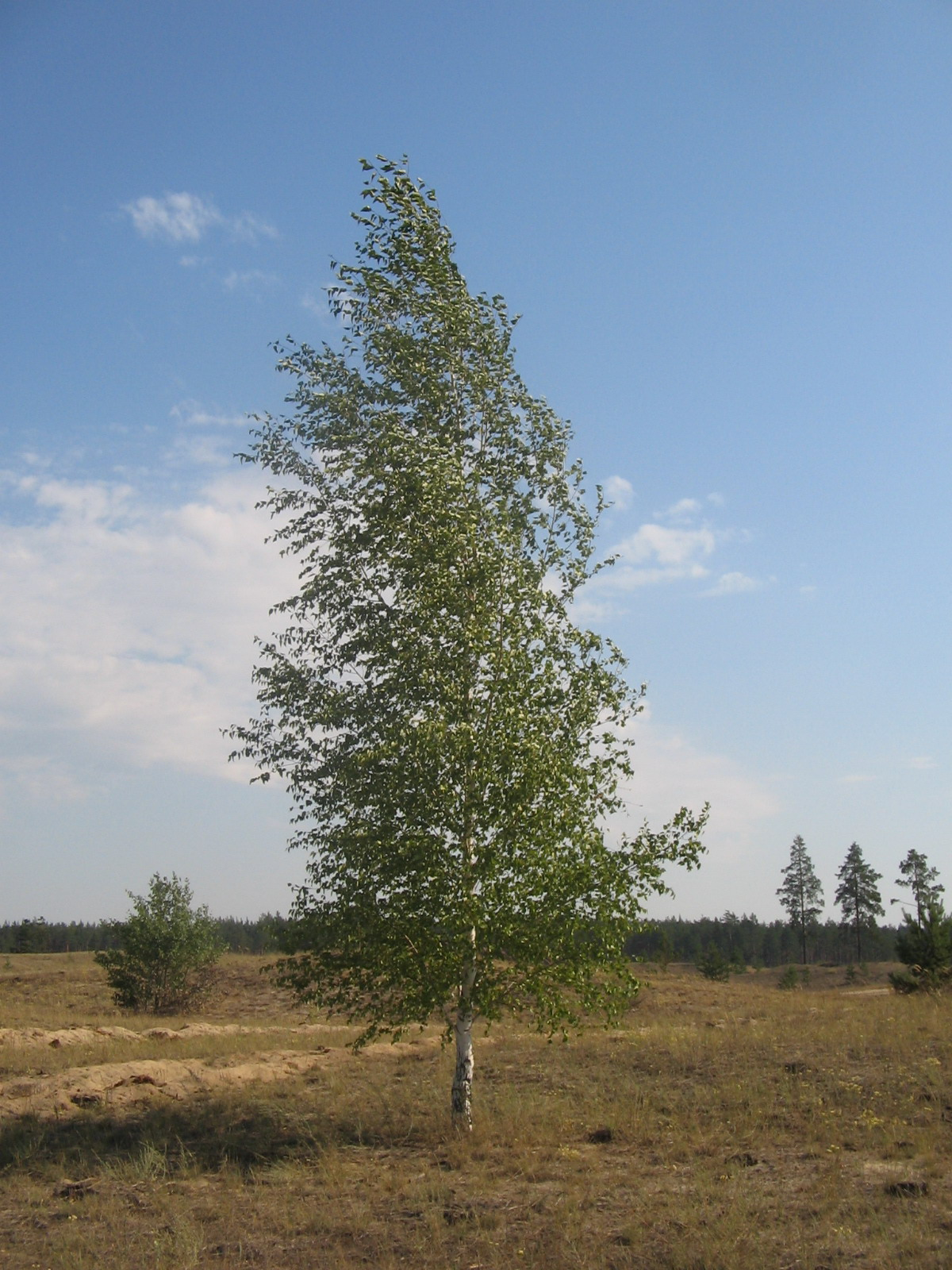
Щурово (берёза)

Щу́рово (укр. Щу́рове) — курортный посёлок в Краматорском районе Донецкой области Украины. Расположен на реке Северский Донец возле Голубых озёр, в 12 км от города Лиман. Ближайшая железнодорожная станция — Брусин (ветка Славянск — Лиман).

## История
Село Щурово принадлежало семье помещиков Адамовых и состояло в приходе Петропавловской церкви, расположенной в слободе Лиман Изюмского уезда Харьковской губернии. Поручик Николай Степанович Адамов поселился здесь в конце XVIII века и прожил в Щурово около 30 лет. После смерти Адамова новой хозяйкой земель стала Екатерина Васильевна Шабельская, её муж Павел Васильевич Шабельский был действительным членом Общества сельского хозяйства южной России. В 1847 году, после смерти Шабельского, Щурово досталось младшему сыну Помпею, после в 1848 году — внуку Николаю Помпеевичу.

## Достопримечательности
Расположение в излучине реки на высоком песчаном берегу, поросшим сосновым лесом, предопределило «курортное» назначение местности и села. Старейшая здравница — Щуровский дом отдыха. Всего же в Щуровской зоне отдыха расположено более 70 турбаз, пансионатов и пионерлагерей. В 3 км расположены т. н. Голубые озёра — затопленные карьеры бывшего завода силикатного кирпича. Значительная глубина, чистота воды и песчаного дна обуславливают пронзительно бирюзовый цвет воды. Используются как места для отдыха.

### Базы отдыха и пансионаты
В районе Щурово расположены различные санатории-профилактории, базы отдыха, пансионаты и другие объекты для культурного отдыха (всего 64 объекта): Аист; Алмаз (Дружковский машиностроительный завод); Альтаир (Горловский Государственный Педагогический институт иностранных языков); Альфа; Береговая; Берёзка; Берёзовая роща; Буревестник; Весна; Весточка (Укртелеком); Голубые озера; Дельфин; Донецкие огни; Дубок; Дубравушка; Залив; Зелёная роща; Ивушка; Изумруд; Источник; Крин; Криница; Клеопатра (ДЗРУ); Лада; Ландыш; Ласточка; Левада (Донецкметрошахтострой); Лесная поляна; Лесная сказка; Лесное; Лесной уголок; Липа; Лотос; Маргаритка; Медик; Металлист; Мечта; Наталка; Незабудка; НКМЗ (НКМЗ); Огонёк; Озерки; Октябрьская; Остров сокровищ; Петушок; Поляна; Проминь; Рассвет; Ривьера; Родничок; Ромашка; Росинка; Селена; Современник; Солнечная; Солнечная поляна; Солнечный (Донецкий национальный медицинский университет); Сосна; Сосновая роща; СТЭМ; Троянда; Чайка; Черёмушки; Четыре сосны; Щуровский (Донецкая железная дорога); Юность (Горловсктеплосеть); Юпитер; Янтарь (Артёмовский завод шампанских вин).

## Фотогалерея

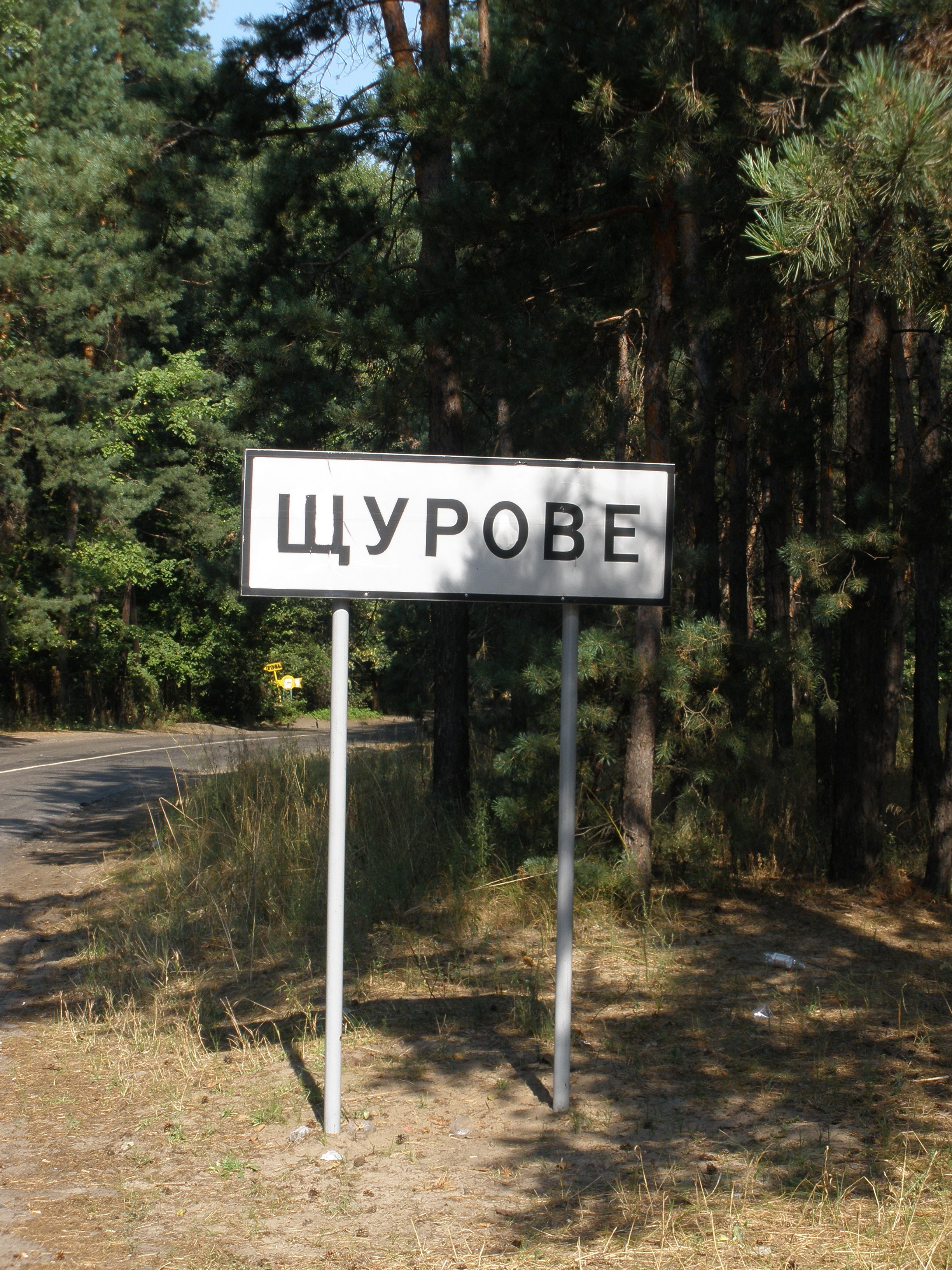
Въезд в Щурово
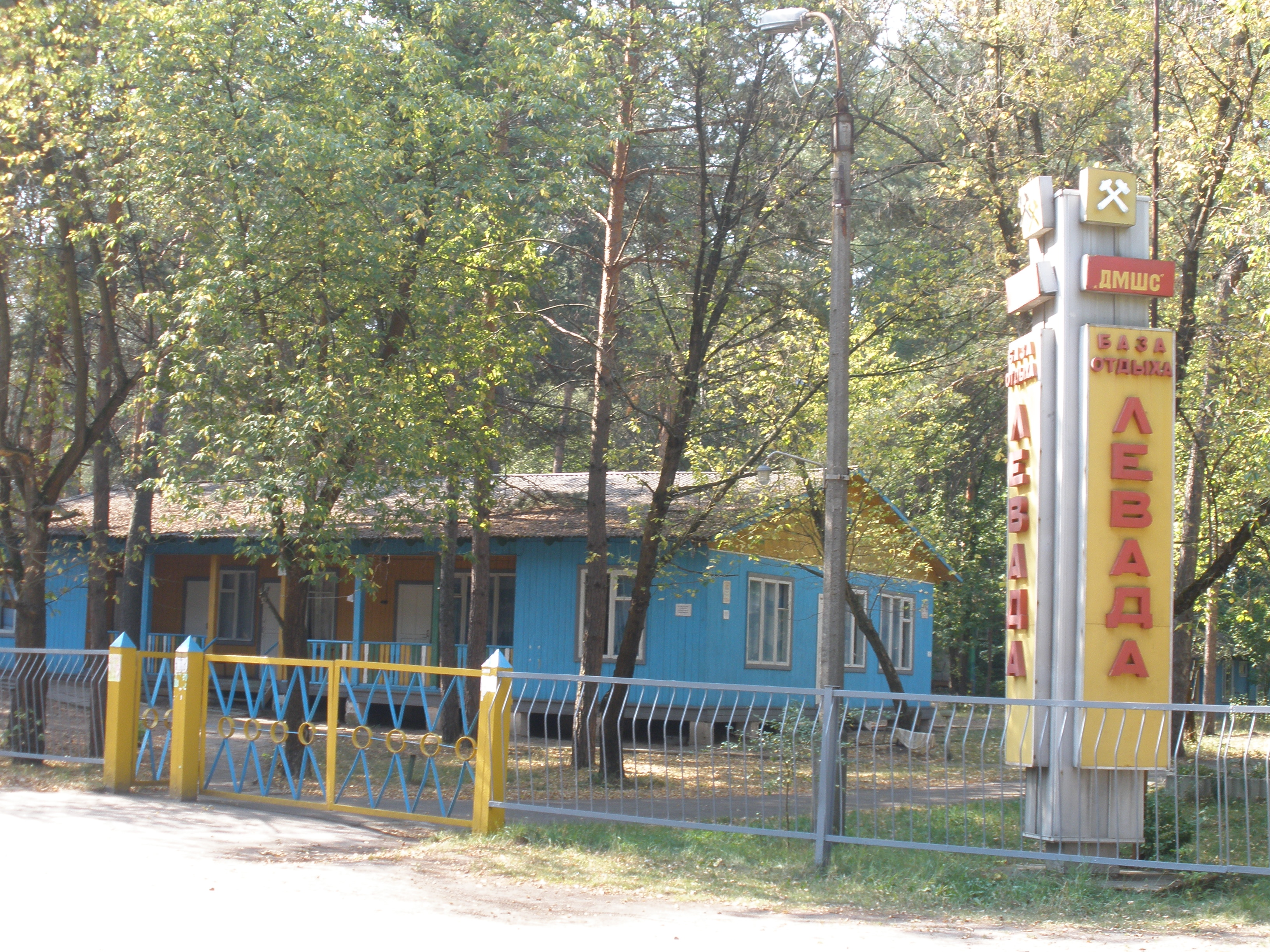
Пансионат «Левада»
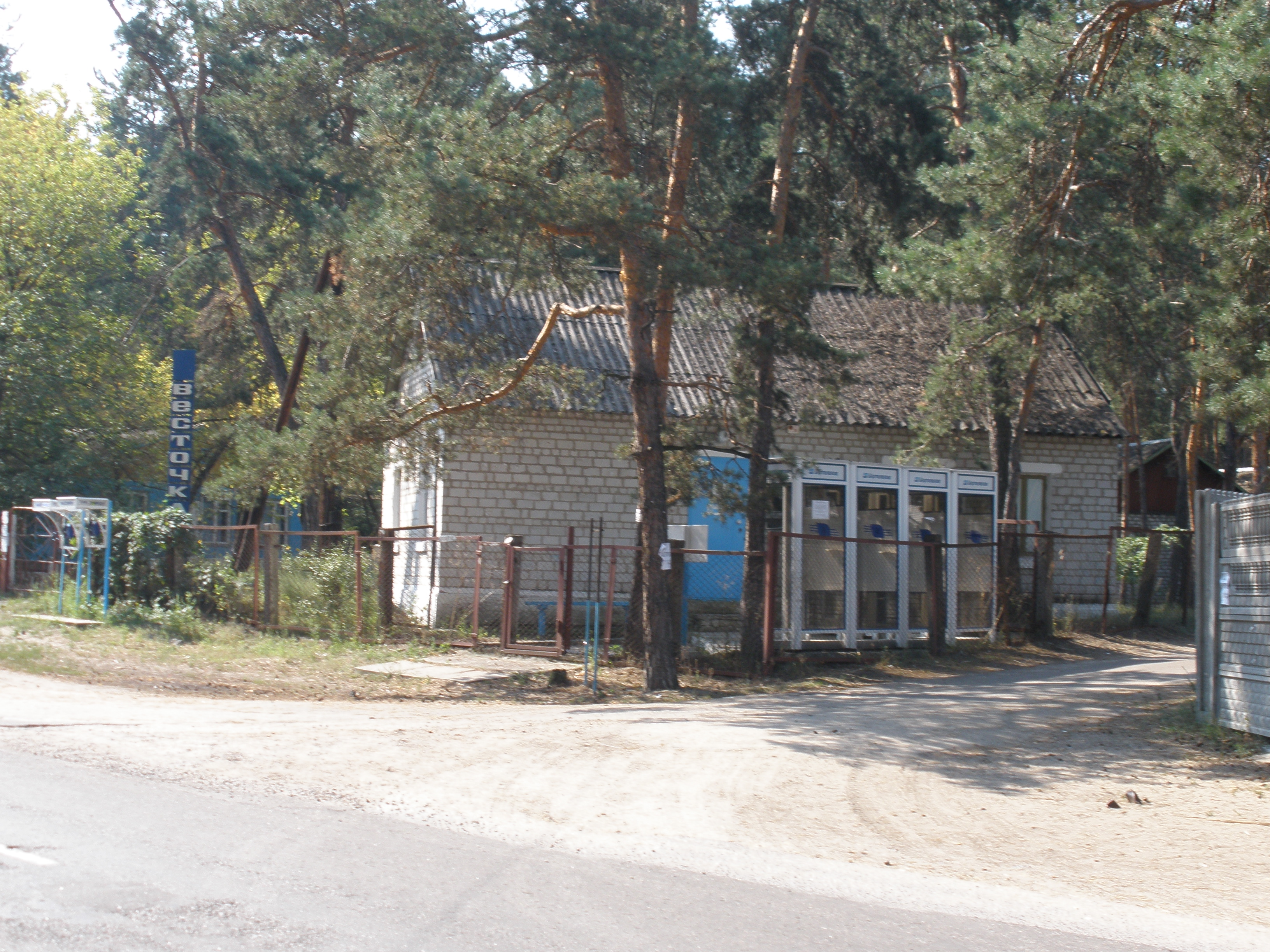
Пансионат «Весточка»
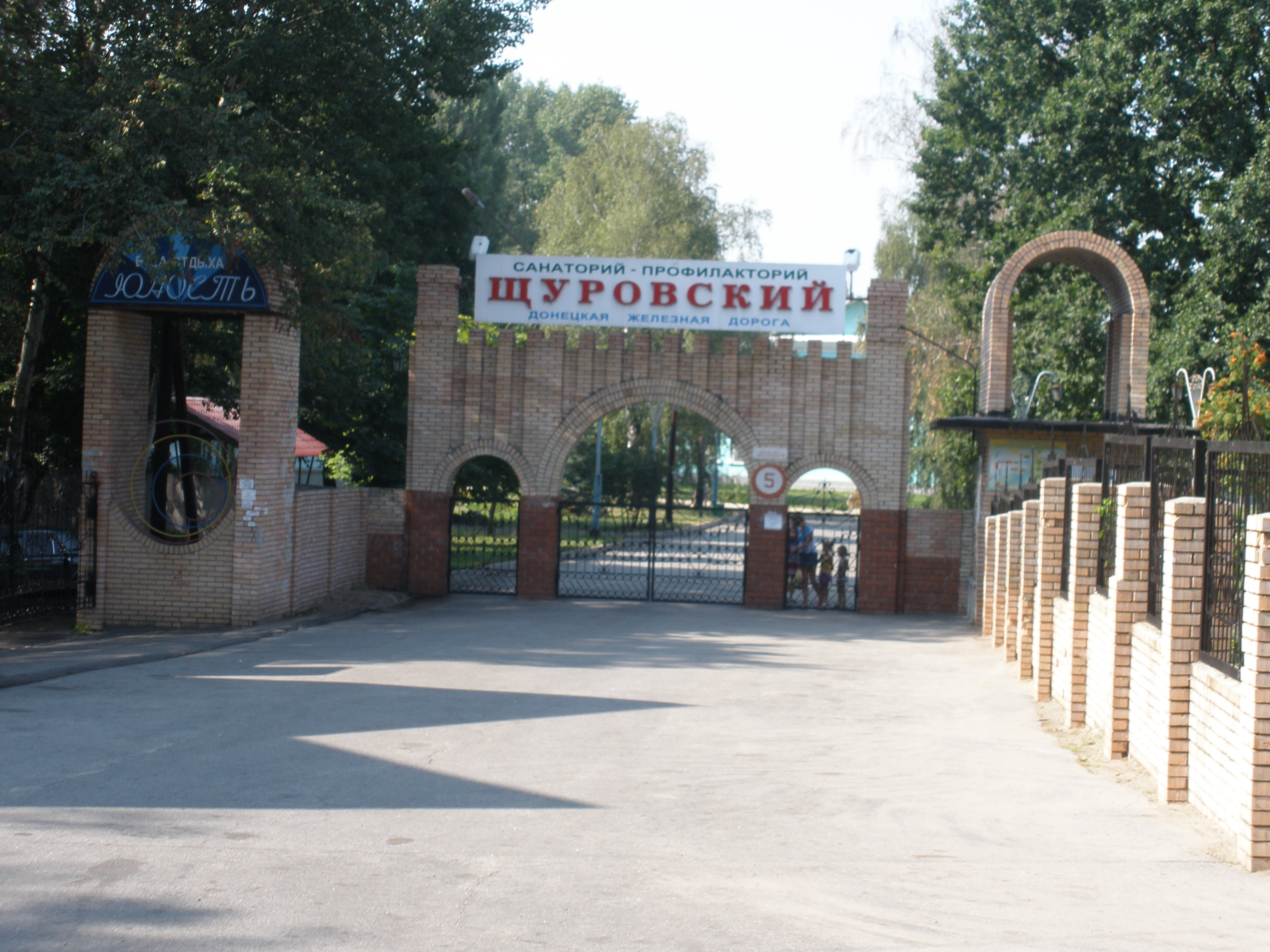
Дом отдыха «Щуровский»
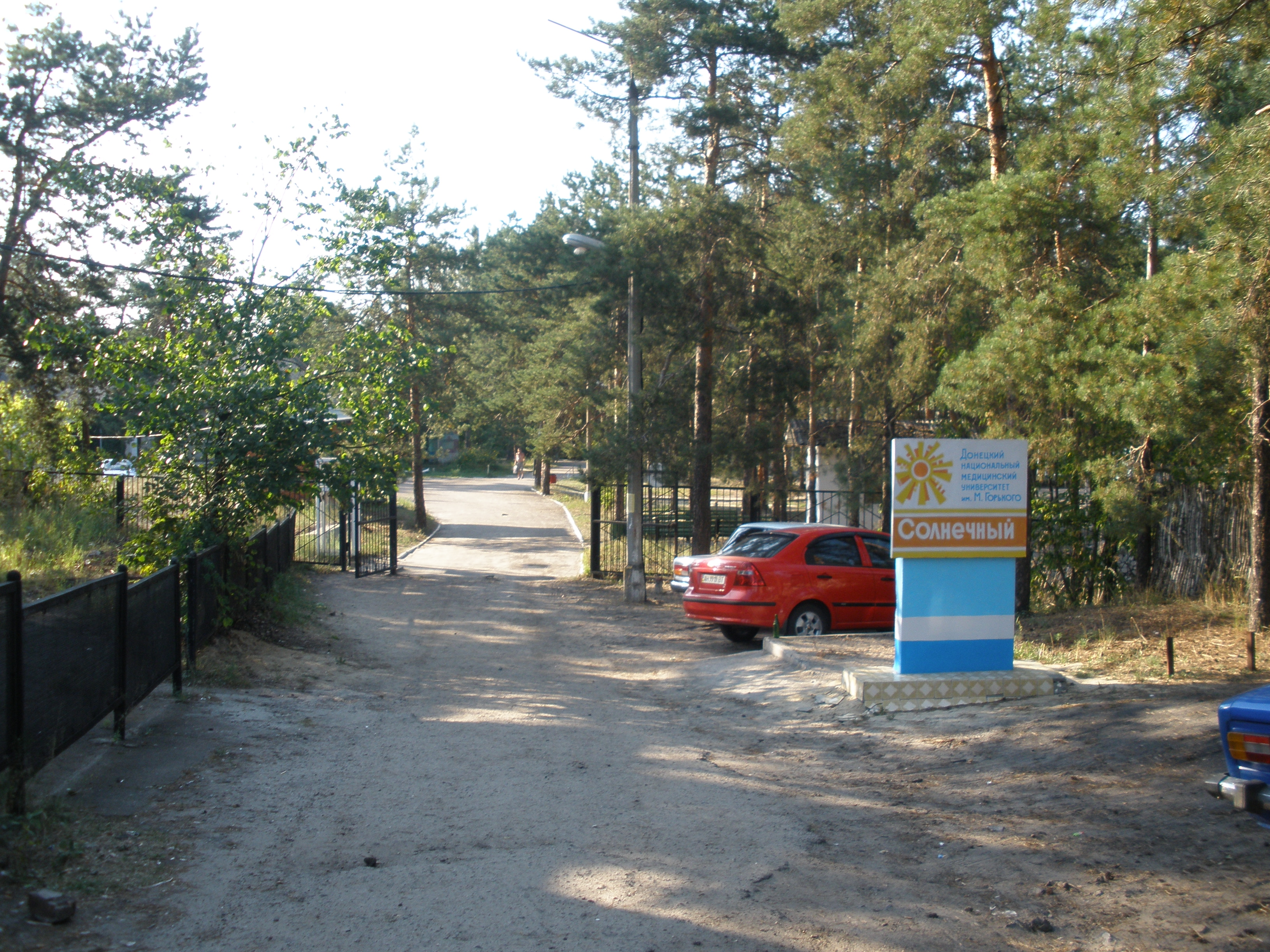
Пансионат «Солнечный»
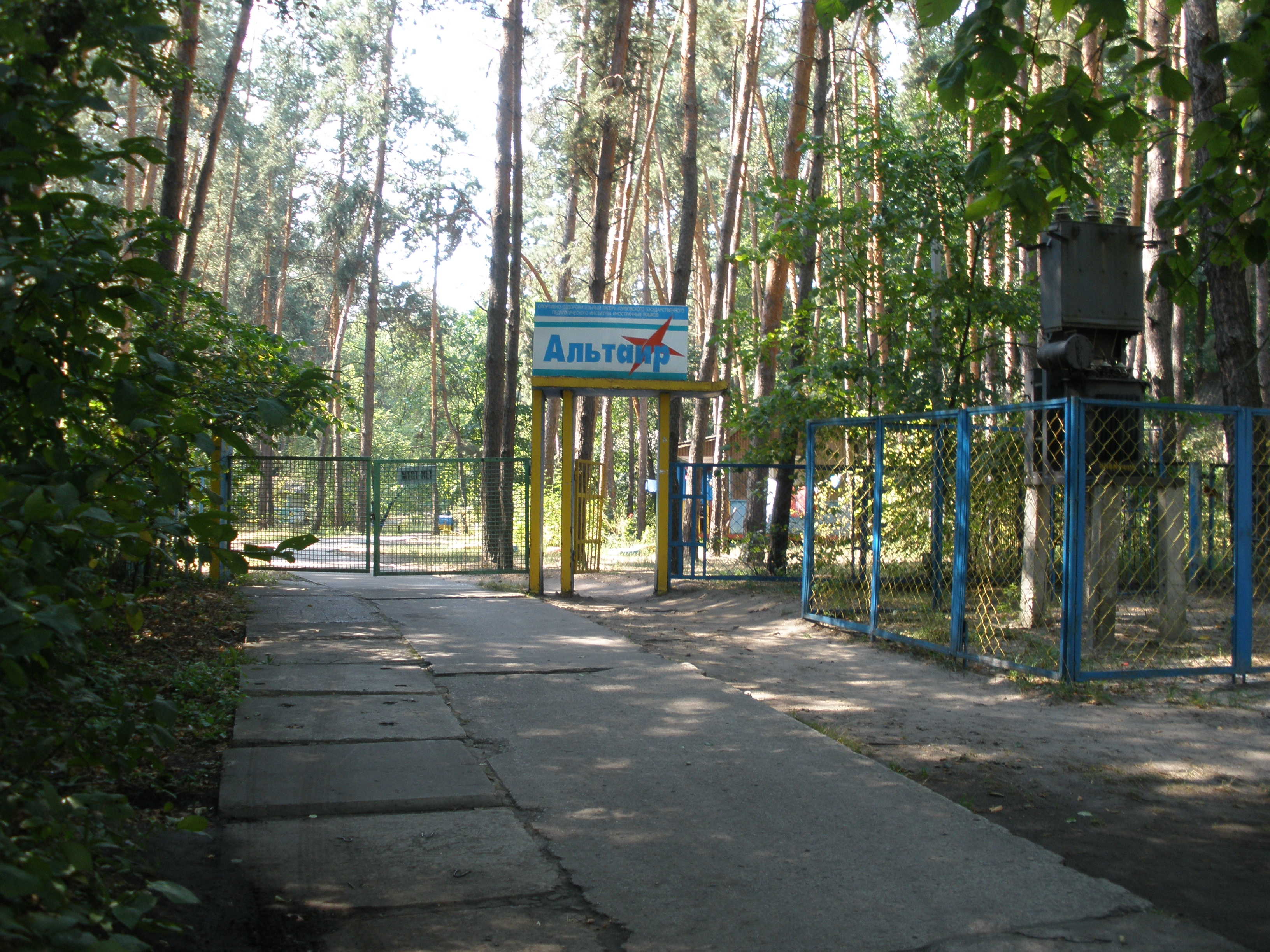
Пансионат «Альтаир»
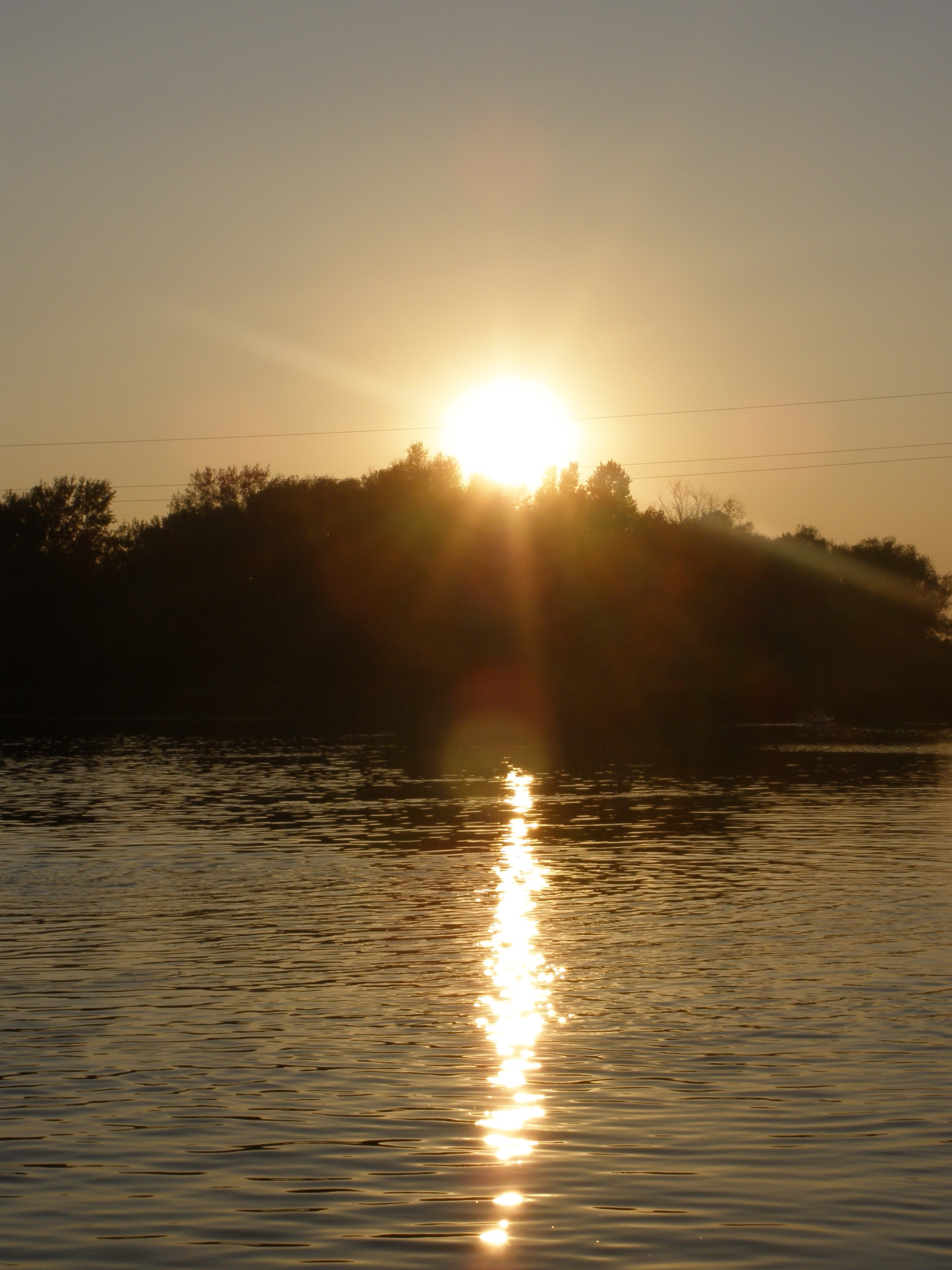
Щурово. Закат на реке Северский Донец
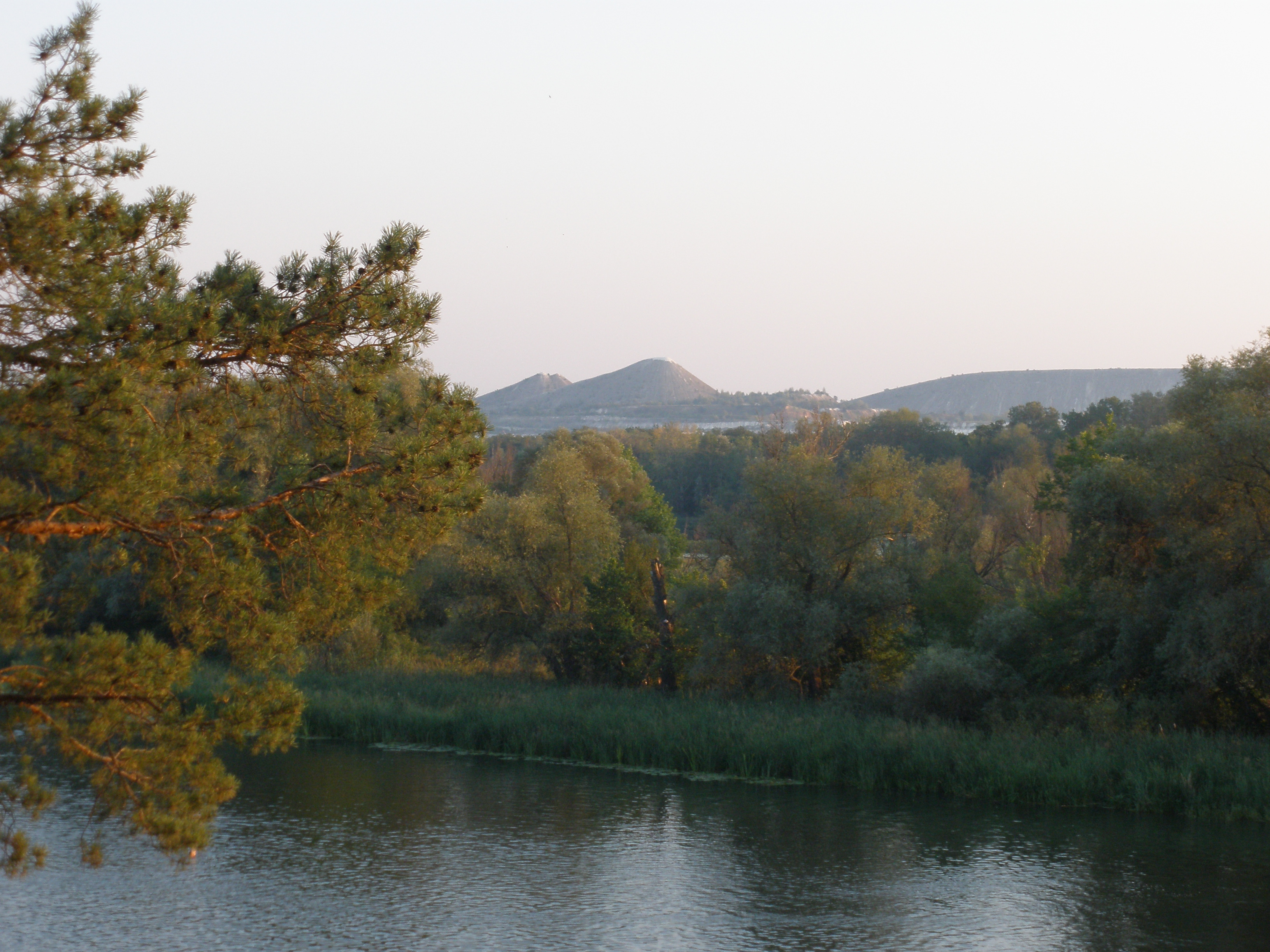
Меловые горы. Река